# Reggeli Próféta
A Reggeli Próféta (angolul: Daily Prophet) egy naponta megjelenő periodika a Harry Potter sorozatban.

## Jellemzői
A Reggeli Próféta a friss híreket közöl a varázslókkal és a boszorkányokkal kapcsolatban, a politika, a sport és más témakörökből. Továbbá írnak elbeszéléseket, emlékcikkeket, a nemrégiben elhunyt személyekről, mint Elphias Doge gyerekkori barátjáról, Albus Dumbledore-ról. A cikkekhez csatolt képek, mint ahogy általában varázsvilágban, mozognak.

## A könyvekben
- Harry Potter és a bölcsek köve:

A Próféta hozza a hírt, hogy a Gringotts varázslóbankban feltörtek egy széfet. Azt a széfet, ahol a bölcsek köve volt tárolva, mielőtt Hagrid elvitte onnan. Így a betörők végül nem találták meg a keresett tárgyat. Harry és barátai ekkor fognak gyanút, hogy Bolyhoska a háromfejű kutya a követ őrzi.
- Harry Potter és a Titkok Kamrája:
- Harry Potter és az azkabani fogoly:

Ebben a részben az újság főképp a szökött Sirius Black-ről tudósított, hogy hol látták vagy hol jelent meg.
- Harry Potter és a Tűz Serlege:

A Tűz Serlege c. könyvben ismerjük meg Rita Vitrolt, az újság tudósítóját. Több általa, pontosabban Pulitzer-pennája által írt Próféta-cikk is megjelenik a kötetben, de ezekből keveset tudunk meg magáról az újságról.
- Harry Potter és a Főnix Rendje:

Miután Harry azt hangoztatja, hogy Voldemort visszatért, a Mágiaügyi Minisztérium megpróbálja befolyásolni a lapot – sikeresen, ugyanis a minisztériumi csatáig egy cikk sem jelenik meg, ami igazolja, hogy a Sötét Nagyúr tényleg testet öltött. Kárpótlásul viszont az újság Harry és Albus Dumbledore ellen fordul, és a minisztérium elveit követi.
- Harry Potter és a Félvér Herceg:
- Harry Potter és a Halál ereklyéi:

Ebben a részben először Dumbledore haláláról írnak, mint például Elphias Doge. Harry később meglátja azt a cikket, amelyben Rita Vitrol új könyvéről írnak. A későbbi lapokban részleteket közölnek az új könyvből. Amikor Lupin meglátogatja Harryéket a Grimauld téren, vitt nekik egy Prófétát, melyben arról számolnak be, hogy Piton vette át a Roxfort vezetését. 